# 赖什斯费尔德
赖什斯费尔德（法語：Reichsfeld，发音：[ʁaiʃsfɛld] 或 [ʁaiçsfɛlt]）是法国下莱茵省的一个市镇，属于塞莱斯塔-埃尔什泰因区和上奈县（Obernai）。该市镇总面积4.95平方公里，2009年时的人口为304人。

## 人口
赖什斯费尔德人口变化图示